# Kibray
Kibray (uzbek: Qibray, rus: Кибрай) és un assentament de tipus urbà a la província de Taixkent, Uzbekistan. És la capital del districte de Kibray.
Està situada a 18 km al nord-est de Taixkent. Segons les llegendes locals, el nom "Qibray" (en temps antics "Qiray") prové del nom d'una antiga tribu turca.
El 2012 tenia una població censada de 31.331 habitants.
Segons alguns informes, l'assentament va començar a desenvolupar-se a principis del segle XVIII. Diverses famílies de l'antiga Taixkent van venir a explotar les terres fèrtils i més tard van romandre aquí com a residents permanents. A la dècada del 1930, les terres dels antics terratinents van ser redistribuïdes entre la població.
La principal indústria de la ciutat és la indústria de begudes, que aprofita l'abundant aigua del riu Chirchik.

## Residència presidencial
Des que va arribar al poder el desembre de 2016, el president Shavkat Mirziyoyev ha utilitzat la major part de Baytqorqon, a prop de Qibray, per construir la seva nova residència, que inclou una autopista i recinte presidencial. Com a resultat de la construcció, més de 200 persones se'ls hi ha enderrocat la llar i han estat desplaçades. Els dissenyadors d'interiors del projecte han afirmat que la residència estarà decorada amb lloses de marbre blau argentí i cristalls Swarovski.

## Clima
A Kibray, els estius són calorosos i àrids, mentre els hiverns són freds, amb neu i parcialment ennuvolats. Al llarg de l'any, la temperatura sol variar entre -2 °C i 34 °C. La temporada de calor dura tres mesos i mig, del 29 de maig al 12 de setembre, amb una temperatura màxima mitjana de 29 °C. El mes més calorós és juliol amb una temperatura màxima mitjana de 35 °C.
La temporada freda dura tres mesos, del 22 de novembre al 6 de març, amb una temperatura màxima mitjana inferior a 11 °C. El mes més fred de l'any és gener, amb una temperatura mínima mitjana de -2 °C.